# Dulcinéia Novaes
Dulcinéia Novaes Felizardo Vieira (Martinópolis, 9 de agosto de 1955) é uma jornalista, repórter e apresentadora de televisão brasileira.

## Formação
Formou-se em jornalismo pela Universidade Estadual de Londrina em 1979, cursou especialização em marketing pela FAE Business School (Faculdade de Administração e Economia, atual Unifae), e mestrado em Comunicação e Linguagens, pela Universidade Tuiuti do Paraná (UTP) em 2007.

## Carreira
Iniciou a carreira jornalística na Folha de Londrina em 1978. Em 1981 começou a trabalhar como repórter na Rede Paranaense de Comunicação. Na mesma emissora apresentou o programa semanal Meu Paraná. Faz reportagens para o Estado do Paraná e para jornais de nível nacional. É também repórter nacional do Globo Repórter e internacional desde de 2013.
Desde de 2000 acumulou função acadêmica, atuando como professora universitária. Há mais de vinte anos atua também como pesquisadora e palestrante na área de Comunicação com ênfase em Videodifusão e temas de Cibercultura e Webjornalismo.

## Prêmios e homenagens
Em 2007 foi homenageada pela Câmara Municipal de Curitiba, recebendo o Prêmio Dino Almeida. Em 2010 foi vencedora do Prêmio Fundação O Boticário de Jornalismo. Em 2011 foi premiada com o Troféu Raça Negra Jornalismo, na categoria Jornalismo Feminino. Em 2014 foi uma das homenageadas com o Prêmio Mulher Destaque.